# Cikeusik (Cidahu)
Cikeusik is een bestuurslaag in het regentschap Kuningan van de provincie West-Java, Indonesië. Cikeusik telt 2563 inwoners (volkstelling 2010).